# Original Single Kollektion
Az Original Single Kollektion egy gyűjtemény a német Rammstein együttestől. A szett a zenekar első 6 kislemezét tartalmazza, valamint egy posztert. A doboz korlátozott példányszámú, csak 5000 darab készült belőle. 

## Tartalom

### Du riechst so gut
A Herzeleid albumról.
1. Du riechst so gut (Kislemezes verzió)
2. Wollt ihr das Bett in Flammen sehen? (Album verzió)
3. Du riechst so gut (a Project Pitchfork "Scal remix"-e)

### Seemann
A Herzeleid albumról.
1. Seemann (Album verzió)
2. Der Meister (Album verzió)
3. Rammstein in the House (Timewriter-remix)

### Engel
A Sehnsucht albumról.
1. Engel
2. Sehnsucht
3. Rammstein (Eskimos & Egypt Radio Edit)
4. Rammstein (Eskimos & Egypt instrumentális verzió)
5. Rammstein (Eredeti verzió)

### Engel Fan-Edition
A Sehnsucht albumról.
1. Engel (Elnyújtott verzió)
2. Feuerräder (1994-es demófelvétel)
3. Wilder Wein (1994-es demófelvétel)
4. Rammstein (Eskimos & Egypt instrumentális verzió)

### Du hast
A Sehnsucht albumról.
1. Du Hast (kislemez verzió)
2. Bück Dich (album verzió)
3. Du Hast (Jacob Hellner-remix)
4. Du Hast (Clawfinger-remix)

### Das Modell
A Kraftwerk azonos című dalának feldolgozása.
1. Das Modell
2. Kokain
3. Alter Mann (Speciális verzió)
4. Asche zu Asche (számítógépes játék)

Forrás: https://web.archive.org/web/20080417040333/http://www.rammstein.com/_Voelkerball/Band/Discography/Singles/Original_Single_Kollektion/ende